# Férfi egyéni műkorcsolya az 1960. évi téli olimpiai játékokon
Az 1960. évi téli olimpiai játékokon a műkorcsolya férfi egyéni versenyszámát február 24. és 26. között rendezték. Az aranyérmet az amerikai David Jenkins nyerte. A versenyszámban nem vett részt magyar versenyző.

## Eredmények
Kilenc bíró pontozta a versenyzőket. A pontok alapján a bírók mindegyikénél külön-külön kialakult egy sorrend, az egyes szakaszokban (kötelező elemek, kűr) és az összesítésnél is, ez egy helyezési pontszámot is jelentett. Az egyes szakaszok, valamint az összesítés eredménye a következő kritériumok alapján alakult ki:
1. „Többségi helyezések száma”. Az a versenyző végzett előrébb, akit a bírók többsége előrébb rangsorolt. A bírók többsége azt jelentette, hogy a legjobb 5 helyezést adó bíró helyezési pontszámait vették figyelembe, de ha az 5. bíró helyezésével még volt azonos helyezés, akkor az(oka)t is figyelembe vették. Ezt az adatot tartalmazza az oszlop. (Pl. a „6×3+” azt jelenti, hogy a versenyző 6 bírónál az első 3 hely valamelyikén végzett.)
2. „Többségi helyezések összege” (a figyelembe vett bírók helyezési pontszámainak összege)
3. „Helyezések összege” (az összes bíró helyezési pontszámainak összege)
4. „Pont” (az összes bíró által adott összpontszám)
5. A kötelező elemek pontszáma

### Kötelező elemek
A kötelező programot február 24-én és 25-én rendezték. A pontszám az első figura pontszámának háromszorosánek, a 2., 3. figura pontszámának négyszeresének, és a 4., 5. figura pontszámának ötszörösének összege.
| Hely. | Versenyző             | Nemzet                      | Többségi helyezések száma | Többségi helyezések összege | Helyezések összege | Pont       |
| ----- | --------------------- | --------------------------- | ------------------------- | --------------------------- | ------------------ | ---------- |
| 1.    | Karol Divín           | Csehszlovákia (TCH)         | 7×1+                      | 7,0                         | 11,0               | 797,7      |
| 2.    | David Jenkins         | Egyesült Államok (USA)      | 6×2+                      | 10,0                        | 19,0               | 775,2      |
| 3.    | Alain Giletti         | Franciaország (FRA)         | 6×3+                      | 15,0                        | 31,0               | 762,7      |
| 4.    | Donald Jackson        | Kanada (CAN)                | 7×4+                      | 27,0                        | 40,0               | 751,4      |
| 5.    | Tim Brown             | Egyesült Államok (USA)      | 7×5+                      | 32,5                        | 46,0               | 748,9      |
| 6.    | Norbert Felsinger     | Ausztria (AUT)              | 5×6+                      | 25,5                        | 59,5               | nem ismert |
| 7.    | Robert Lee Brewer     | Egyesült Államok (USA)      | 5×7+                      | 29,0                        | 68,0               | 724,6      |
| 8.    | Alain Calmat          | Franciaország (FRA)         | 8×8+                      | 60,5                        | 69,5               | 725,2      |
| 9.    | Manfred Schnelldorfer | Egyesült Német Csapat (EUA) | 5×8+                      | 33,0                        | 72,5               | 718,4      |
| 10.   | Tilo Gutzeit          | Egyesült Német Csapat (EUA) | 6×9+                      | 51,0                        | 84,0               | 706,7      |
| 11.   | Szató Nobuo           | Japán (JPN)                 | 6×12+                     | 65,0                        | 107,0              | 678,0      |
| 12.   | Hubert Köpfler        | Svájc (SUI)                 | 6×12+                     | 70,0                        | 111,0              | 668,1      |
| 13.   | Donald McPherson      | Kanada (CAN)                | 5×12+                     | 56,5                        | 111,5              | 676,0      |
| 14.   | Peter Jonas           | Ausztria (AUT)              | 6×14+                     | 79,0                        | 126,0              | 665,4      |
| 15.   | Robin Jones           | Nagy-Britannia (GBR)        | 6×14+                     | 81,0                        | 128,0              | 653,1      |
| 16.   | David Clements        | Nagy-Britannia (GBR)        | 6×16+                     | 94,0                        | 147,0              | 625,6      |
| 17.   | Bodo Bockenauer       | Egyesült Német Csapat (EUA) | 6×17+                     | 100,0                       | 154,0              | 612,9      |
| 18.   | Tim Spencer           | Ausztrália (AUS)            | 5×17+                     | 82,0                        | 154,0              | 612,3      |
| 19.   | Bill Cherrell         | Ausztrália (AUS)            | 9×19+                     | 171,0                       | 171,0              | 553,8      |

### Kűr
A kűrt február 26-án rendezték. A pontszám a bírók által adott pontok 6,3-szorosa.
| Hely. | Versenyző             | Nemzet                      | Többségi helyezések száma | Többségi helyezések összege | Helyezések összege | Pont  |
| ----- | --------------------- | --------------------------- | ------------------------- | --------------------------- | ------------------ | ----- |
| 1.    | David Jenkins         | Egyesült Államok (USA)      | 9×1+                      | 9,0                         | 9,0                | 665,0 |
| 2.    | Donald Jackson        | Kanada (CAN)                | 9×2+                      | 18,0                        | 18,0               | 649,6 |
| 3.    | Alain Giletti         | Franciaország (FRA)         | 5×3+                      | 15,0                        | 30,0               | 636,5 |
| 4.    | Tim Brown             | Egyesült Államok (USA)      | 7×5+                      | 18,5                        | 40,0               | 625,2 |
| 5.    | Karol Divín           | Csehszlovákia (TCH)         | 5×5+                      | 21,5                        | 48,0               | 616,6 |
| 6.    | Alain Calmat          | Franciaország (FRA)         | 7×6+                      | 36,0                        | 51,0               | 615,1 |
| 7.    | Donald McPherson      | Kanada (CAN)                | 7×7+                      | 45,0                        | 61,0               | 603,7 |
| 8.    | Robert Lee Brewer     | Egyesült Államok (USA)      | 8×8+                      | 60,0                        | 69,0               | 595,7 |
| 9.    | Manfred Schnelldorfer | Egyesült Német Csapat (EUA) | 5×9+                      | 43,0                        | 87,0               | 584,9 |
| 10.   | Tilo Gutzeit          | Egyesült Német Csapat (EUA) | 6×11+                     | 48,5                        | 99,0               | 567,3 |
| 11.   | Tim Spencer           | Ausztrália (AUS)            | 6×12+                     | 66,5                        | 111,5              | 558,9 |
| 12.   | Robin Jones           | Nagy-Britannia (GBR)        | 5×12+                     | 51,5                        | 112,5              | 567,3 |
| 13.   | David Clements        | Nagy-Britannia (GBR)        | 6×13+                     | 72,0                        | 120,0              | 549,1 |
| 14.   | Hubert Köpfler        | Svájc (SUI)                 | 6×14+                     | 77,0                        | 125,0              | 548,9 |
| 15.   | Bodo Bockenauer       | Egyesült Német Csapat (EUA) | 5×14+                     | 63,0                        | 125,5              | 548,3 |
| 16.   | Peter Jonas           | Ausztria (AUT)              | 8×15+                     | 63,0                        | 124,5              | 547,8 |
| 17.   | Szató Nobuo           | Japán (JPN)                 | 9×17+                     | 146,0                       | 146,0              | 528,8 |
| 18.   | Bill Cherrell         | Ausztrália (AUS)            | 9×18+                     | 162,0                       | 162,0              | 488,4 |
| –     | Norbert Felsinger     | Ausztria (AUT)              | nem indult                |                             |                    |       |

### Végeredmény
| Helyezés | Versenyző             | Nemzet                      | Helyezési pontszámok bírónként | Helyezési pontszámok bírónként | Helyezési pontszámok bírónként | Helyezési pontszámok bírónként | Helyezési pontszámok bírónként | Helyezési pontszámok bírónként | Helyezési pontszámok bírónként | Helyezési pontszámok bírónként | Helyezési pontszámok bírónként | Több. hely. száma | Több. hely. össz. | Hely. össz. | Pont   |
| Helyezés | Versenyző             | Nemzet                      | 1                              | 2                              | 3                              | 4                              | 5                              | 6                              | 7                              | 8                              | 9                              | Több. hely. száma | Több. hely. össz. | Hely. össz. | Pont   |
| -------- | --------------------- | --------------------------- | ------------------------------ | ------------------------------ | ------------------------------ | ------------------------------ | ------------------------------ | ------------------------------ | ------------------------------ | ------------------------------ | ------------------------------ | ----------------- | ----------------- | ----------- | ------ |
| Arany    | David Jenkins         | Egyesült Államok (USA)      | 1,0                            | 1,0                            | 1,0                            | 1,0                            | 1,0                            | 2,0                            | 1,0                            | 1,0                            | 1,0                            | 8×1+              | 8                 | 10          | 1440,2 |
| Ezüst    | Karol Divín           | Csehszlovákia (TCH)         | 2,0                            | 3,0                            | 2,0                            | 4,0                            | 3,0                            | 1,0                            | 2,0                            | 3,0                            | 2,0                            | 5×2+              | 9                 | 22          | 1414,3 |
| Bronz    | Donald Jackson        | Kanada (CAN)                | 5,0                            | 2,0                            | 3,0                            | 3,0                            | 4,0                            | 3,0                            | 4,0                            | 4,0                            | 3,0                            | 5×3+              | 14                | 31          | 1401,0 |
| 4.       | Alain Giletti         | Franciaország (FRA)         | 3,0                            | 4,0                            | 4,0                            | 2,0                            | 2,0                            | 4,0                            | 5,0                            | 2,0                            | 5,0                            | 7×4+              | 21                | 31          | 1399,2 |
| 5.       | Tim Brown             | Egyesült Államok (USA)      | 4,0                            | 5,0                            | 5,0                            | 6,0                            | 5,0                            | 5,0                            | 3,0                            | 6,0                            | 4,0                            | 7×5+              | 31                | 43          | 1374,1 |
| 6.       | Alain Calmat          | Franciaország (FRA)         | 6,0                            | 6,0                            | 6,0                            | 5,0                            | 6,0                            | 6,0                            | 7,0                            | 5,0                            | 7,0                            | 7×6+              | 40                | 54          | 1340,3 |
| 7.       | Robert Lee Brewer     | Egyesült Államok (USA)      | 7,0                            | 8,0                            | 8,0                            | 8,0                            | 7,0                            | 7,0                            | 6,0                            | 9,0                            | 6,0                            | 5×7+              | 33                | 66          | 1320,3 |
| 8.       | Manfred Schnelldorfer | Egyesült Német Csapat (EUA) | 8,0                            | 7,0                            | 7,0                            | 7,0                            | 10,0                           | 9,0                            | 9,0                            | 8,0                            | 10,0                           | 5×8+              | 37                | 75          | 1303,3 |
| 9.       | Tilo Gutzeit          | Egyesült Német Csapat (EUA) | 9,0                            | 9,0                            | 9,0                            | 9,0                            | 9,0                            | 11,0                           | 14,0                           | 7,0                            | 9,0                            | 7×9+              | 61                | 86          | 1274,0 |
| 10.      | Donald McPherson      | Kanada (CAN)                | 11,0                           | 10,0                           | 10,0                           | 10,0                           | 8,0                            | 8,0                            | 8,0                            | 10,0                           | 8,0                            | 8×10+             | 72                | 83          | 1279,7 |
| 11.      | Hubert Köpfler        | Svájc (SUI)                 | 12,0                           | 12,0                           | 14,0                           | 12,0                           | 16,0                           | 13,0                           | 12,0                           | 12,0                           | 11,0                           | 6×12+             | 71                | 114         | 1217,0 |
| 12.      | Robin Jones           | Nagy-Britannia (GBR)        | 16,0                           | 13,0                           | 11,0                           | 13,0                           | 14,0                           | 10,0                           | 10,0                           | 14,0                           | 12,0                           | 6×13+             | 69                | 113         | 1220,4 |
| 13.      | Peter Jonas           | Ausztria (AUT)              | 10,0                           | 15,0                           | 13,0                           | 11,0                           | 12,0                           | 15,0                           | 15,0                           | 11,0                           | 13,0                           | 6×13+             | 70                | 115         | 1213,2 |
| 14.      | Szató Nobuo           | Japán (JPN)                 | 14,0                           | 14,0                           | 15,0                           | 14,0                           | 11,0                           | 14,0                           | 11,0                           | 13,0                           | 14,0                           | 8×14+             | 105               | 120         | 1206,8 |
| 15.      | David Clements        | Nagy-Britannia (GBR)        | 13,0                           | 17,0                           | 12,0                           | 15,0                           | 17,0                           | 12,0                           | 16,0                           | 16,0                           | 17,0                           | 6×16+             | 84                | 135         | 1174,7 |
| 16.      | Bodo Bockenauer       | Egyesült Német Csapat (EUA) | 15,0                           | 11,0                           | 16,0                           | 17,0                           | 13,0                           | 17,0                           | 17,0                           | 15,0                           | 16,0                           | 6×16+             | 86                | 137         | 1161,2 |
| 17.      | Tim Spencer           | Ausztrália (AUS)            | 17,0                           | 16,0                           | 17,0                           | 16,0                           | 15,0                           | 16,0                           | 13,0                           | 17,0                           | 15,0                           | 6×16+             | 91                | 142         | 1171,2 |
| 18.      | Bill Cherrell         | Ausztrália (AUS)            | 18,0                           | 18,0                           | 18,0                           | 18,0                           | 18,0                           | 18,0                           | 18,0                           | 18,0                           | 18,0                           | 9×18+             | 162               | 162         | 1042,2 |